# A gólyák mindig visszatérnek
A gólyák mindig visszatérnek egy 1993-ban bemutatott magyar filmdráma.

## Szereplők
- Gyenes Péter – Zoltán
- Hegyi Barbara – Anya
- Szabó Sándor – Nagyapa
- Temessy Hédi – Nagymama
- Raksányi Gellért – Gergő
- Funtek Frigyes – Apa
- Gera Zoltán – Tiszteletes
- Fényes Erika – Kislány
- Szabó László
- Csuja Imre

## Története
|  | Alább a cselekmény részletei következnek! |

A történet 1955-ben kezdődik. Főhőse: Zoltán, akinek édesapja börtönben van, édesanyja pedig a fiút nagyszüleihez viszi. Egy napon Zoli ellopja nagyapja vadászpuskáját, és Kajlával, a kutyával elindul kiszabadítani apját a börtönből, ahová a kommunisták zárták be. Útközben kipróbálja a puskát, s eltalál vele egy gólyát. Amint ráébred, hogy mit tett, kutyájával a sebesült madár keresésére indul. A lápon azonban elsüllyed, és a kutyának kell segítséget hozni. A nagyapa riadoztatja a falut, és az emberek este megtalálják Zolit. A fiú magas lázzal fekszik a szobában, álmában azonban kint van az istállóban, és ott van a lelőtt gólya és iskolatársa, Erika is. A kislány megtanítja neki az állatok nyelvét, akik elmesélik, hogy az emberek sokat hazudnak, és mindig mást tesznek, mint amit mondanak. Közben nagyapja és nagybátyja, Gergő megtalálják a sérült gólyát és beviszik az istállóba. Mire meggyógyul Zoltán, kitör a forradalom, apja kiszabadul a börtönből. A családnak a forradalom leverése után menekülnie kell. Megérkezik a házhoz az embercsempész. Zoli elbúcsúzik az állatoktól, és elindulnak azzal a reménnyel, hogy a gólyák mindig visszatérnek.
|  | Itt a vége a cselekmény részletezésének! |

## Díjai
- Chicagói nemzetközi gyermekfilmfesztivál nagydíja (1994)
- Sousse filmfesztivál (1994) – Rendezés díja
- Zlin nemzetközi gyermek- és ifjúsági filmfesztivál operatőri díja (1994)